# Supercoupe du Honduras de football
La Supercoupe du Honduras de football est une compétition de football qui a existé sous deux formats différents :
- Lors des saisons 1996-1997 et 1999, la Supercoupe du Honduras a opposé le champion du Honduras et le vainqueur de la coupe du Honduras. Elle prenait la forme d'un match unique, avec prolongations et tirs au but de le cas échéant.
- Depuis le tournoi d'ouverture 2013, la Supercoupe Diez des champions du Honduras oppose, lors d'un match unique à la fin de chaque championnat saisonnier, le champion de la Liga Nacional (championnat de première division) et le champion de la Liga de Acenso (championnat de seconde division).

## Palmarès
| Année         | Équipe 1               | Résultat | Équipe 2                |
| ------------- | ---------------------- | -------- | ----------------------- |
| 1996-1997     | Club Deportivo Olimpia | 1 - 0    | Club Deportivo Platense |
| 1999          | Club Deportivo Motagua | 1 - 0    | Club Deportivo Platense |
| Apertura 2013 | Real España            | 1 - 2    | CD Honduras             |
| Clausura 2014 | Club Deportivo Olimpia | 4 - 2    | CD Honduras             |